# Ереванский государственный художественно-театральный институт
Ереванский государственный художественно-театральный институт (арм. Երևանի պետական գեղարվեստա-թատերական ինստիտուտ) — высшее учебное заведение в Ереване (Армения), по подготовке профессиональных специалистов в областях: театрального искусства и кинематографии, изящных искусств, изобразительного, монументального и декоративно-прикладного искусства, дизайна и искусствознания, просуществовавшее с 1953 по 1994 год..
Основан в 1953 году объединением Ереванского театрального и Ереванского художественного институтов, преобразован в 1994 году в Ереванский государственный институт театрального искусства (с 1999 года ─ Ереванский государственный институт театра и кино) и Ереванскую государственную художественную академию.

## История формирования
В 1944 году  был основан Ереванский театральный институт, в 1945 году Ереванский художественный институт.  
Начиная с 1950 года, численность поступающих в высшие учебные заведения республики , в том числе Ереванский художественный институт и в Ереванский театральный институт, сокращается (фактор ВОВ), и  правительство принимает решение об их объединении. 
В результате слияния, в 1953 году, формируется новое высшее учебное заведение — Ереванский художественно-театральный институт. В дальнейшем, Ереванский художественно-театральный институт переименуется в Ереванский государственный художественно-театральный институт. Был расформирован В 1994 году.

## История расформирования
С установлением независимости в Армении и в связи с насущными требованиями времени и нового политического порядка, в 1994 году принимается правительственное решение о разделении Ереванского государственного художественно-театрального института на два самостоятельно действующих вуза — Ереванский государственный институт театрального искусства и Ереванскую государственную художественную академию. Таким образом, в 1994 году основываются Ереванская государственная художественная академия и Ереванский Государственный институт театрального искусства, который в 1999 году переименуется в Ереванский государственный институт театра и кино.

## Структура
В момент основания, в состав Ереванского государственного художественно-театрального института, вошли два факультета — театральный и изобразительного искусства, которые с течением времени преобразовывались или пополнялись соответствующими отделениями.

### Театральный факультет
В состав театрального факультета вошли отделения: режиссёрское, актёрское, театроведческое (1944 — 1962); музыкальной комедии (1971); с 1976 года — актёрское, режиссёрское и музыкальной комедии.

### Факультет изобразительного искусства
В состав факультет изобразительного искусства вошли отделения: живописи, скульптуры, театральной живописи (1949 — 1958), графики ( 1949 — 1959), прикладного искусства: (с 1960 - керамики, гобелена, с 1963 — промышленного дизайна), искусствознания (1976), дизайна и моделирования одежды (1976).

## Ректоры
- 1953—1959 ─ Ара Саргсян
- 1959 — 1973 ─ Чарян Мартин
- 1973 — 1994 ─ Мкртчян Ваагн

## Основатели и профессорско-преподавательский состав
- Ара Саргсян
- Мартирос Сарьян
- Сурен Степанян
- Ерванд Кочар
- Акоп Коджоян
- Аракелян Седрак
- Гюрджян Габриел
- Колозян Бабкен
- Ара Бекарян
- Ваагн Мкртчян
- Аршам Шагинян
- Тереза Мирзоян
- Эдуард Исабекян
- Саркис Мурадян
- Карен Агамян
- Степан Агаджанян
- Эдвард Варданян
- Генрих Оганесян
- Аветик Арамян
- Ваан Арутюнян
- Цовинар Шагинян
- Арпеник Налбандян
- Акоп Кешишян
- Мкртич Седракян
- Петрос Малаян
- Эдуард Арцрунян
- Гагик Хачатрян
- Врамшабу Шакарян (Шабо)
- Масис Григорян
- Григорий Агаронян
- Ерем Варданян
- Саркис Багдасарян
- Манук Овсепян
- Давид Седракян
- Арам Исабекян
- Казар Казарян
- Амбарцум Гукасян
- Асмик Казарян